# Liste der denkmalgeschützten Objekte im Okres Liberec
Grundlage dieser Liste der denkmalgeschützten Objekte im Okres Liberec ist die ÚSKP-Liste (tschechisch Ústřední seznam kulturních památek České republiky ‚Zentrale Liste der Kulturdenkmäler der Tschechischen Republik‘), die von der tschechischen Denkmalschutzbehörde NPÚ (tschechisch Národní památkový ústav ‚Nationale Denkmalbehörde‘) seit 1987 geführt wird und an die seit dem Jahre 1850 geschaffenen Listen anschließt.
Die folgenden Angaben ersetzen nicht die rechtsverbindliche Auskunft der Denkmalbehörde.
Die denkmalgeschützten Objekte werden hier für die einzelnen Gemeinden aufgelistet.
Außerdem gibt es separate Listen für folgende Orte:
- Liste der denkmalgeschützten Objekte in Bílá
- Liste der denkmalgeschützten Objekte in Český Dub
- Liste der denkmalgeschützten Objekte in Frýdlant
- Liste der denkmalgeschützten Objekte in Hodkovice nad Mohelkou
- Liste der denkmalgeschützten Objekte in Hrádek nad Nisou
- Liste der denkmalgeschützten Objekte in Chrastava
- Liste der denkmalgeschützten Objekte in Jablonné v Podještědí
- Liste der denkmalgeschützten Objekte in Kryštofově Údolí
- Liste der denkmalgeschützten Objekte in Křižany
- Liste der denkmalgeschützten Objekte in Lázně Libverda
- Liste der denkmalgeschützten Objekte in Liberec
- Liste der denkmalgeschützten Objekte in Nové Město pod Smrkem
- Liste der denkmalgeschützten Objekte in Příšovice
- Liste der denkmalgeschützten Objekte in Raspenava
- Liste der denkmalgeschützten Objekte in Rynoltice
- Liste der denkmalgeschützten Objekte in Svijany
- Liste der denkmalgeschützten Objekte in Višňova

## Bílý Kostel nad Nisou(Weißkirchen an der Neiße)
| Lage                                                                       | Objekt                                | Beschreibung                          | ÚSKP-Nr.                  | Bild           |
| -------------------------------------------------------------------------- | ------------------------------------- | ------------------------------------- | ------------------------- | -------------- |
| Bílý Kostel nad Nisou, nordwestlich des Vápenný vrch (Kalkberg) (Standort) | Burg Roimund                          | Burg Raimund (oder Roimund), zerstört | 42103/5-4180 Info Katalog | weitere Bilder |
| Bílý Kostel nad Nisou, in der Ortsmitte (Standort)                         | Kirche des hl. Nikolaus mit Pfarrhaus | Kirche des hl. Nikolaus               | 36765/5-4178 Info Katalog | weitere Bilder |
| Bílý Kostel nad Nisou, östlich der Kirche (Standort)                       | Statue des hl. Johannes von Nepomuk   | Statue des hl. Johannes von Nepomuk   | 37874/5-4179 Info Katalog | weitere Bilder |

## Bílý Potok(Weißbach)
| Lage                                                        | Objekt                               | Beschreibung                               | ÚSKP-Nr.                  | Bild           |
| ----------------------------------------------------------- | ------------------------------------ | ------------------------------------------ | ------------------------- | -------------- |
| Bílý Potok, in der Ortsmitte (Standort)                     | Dreifaltigkeitskirche                | Dreifaltigkeitskirche                      | 49791/5-5856 Info Katalog | weitere Bilder |
| Bílý Potok, in der Ortsmitte, östlich der Kirche (Standort) | Statue des hl. Johannes von Nepomuk  | Statue des hl. Johannes von Nepomuk        | 27306/5-4181 Info Katalog | weitere Bilder |
| Bílý Potok 295 (Standort)                                   | Spinnerei der Firma Karl Bienert jr. | Ehem. Spinnerei der Firma Karl Bienert jr. | 104326 Info Katalog       | weitere Bilder |

## Bulovka(Bullendorf)
| Lage                                                                        | Objekt                                     | Beschreibung                               | ÚSKP-Nr.                  | Bild           |
| --------------------------------------------------------------------------- | ------------------------------------------ | ------------------------------------------ | ------------------------- | -------------- |
| Bulovka, in der Ortsmitte (Standort)                                        | Kirche des Erzengels Michael mit Pfarrhaus | Kirche des Erzengels Michael mit Pfarrhaus | 19908/5-4182 Info Katalog | weitere Bilder |
| Bulovka, in der Ortsmitte (Standort)                                        | Kruzifix                                   | Kruzifix                                   | 25868/5-4183 Info Katalog | weitere Bilder |
| Arnoltice (Arnoltitz), links von der Staatsstraße nach Habartice (Standort) | Kirche der hl. Maria Magdalena             | Kirche der hl. Maria Magdalena             | 33906/5-4184 Info Katalog | weitere Bilder |
| Arnoltice, im westlichen Ortsteil, vor Haus Nr. 26 (Standort)               | Kruzifix                                   | Kruzifix                                   | 33247/5-4186 Info Katalog | weitere Bilder |
| Arnoltice 48 (Standort)                                                     | Bauernhaus                                 | Bauerngehöft                               | 27108/5-4185 Info Katalog | weitere Bilder |
| Arnoltice, am Arnoltický potok (Arnoltitzer Bach) (Standort)                | Steinbrücke                                | Fußgängerbrücke über den Arnoltitzer Bach  | 101379 Info Katalog       | weitere Bilder |
| Dolní Oldřiš (Nieder Ullersdorf) (Standort)                                 | Martinskirche                              | Martinskirche                              | 18647/5-4187 Info Katalog | weitere Bilder |
| Dolní Oldřiš, östlich der Kirche, außerhalb der Friedhofsmauer (Standort)   | Sühnekreuz                                 | Sühnekreuz                                 | 32047/5-4188 Info Katalog | weitere Bilder |
| Dolní Oldříš Nr. 3 (Standort)                                               | Bauernhaus                                 | Bauerngehöft                               | 105075 Info Katalog       | weitere Bilder |

## Cetenov(Zetten)
| Lage                                                                                                   | Objekt                   | Beschreibung             | ÚSKP-Nr.                  | Bild           |
| --- | ------------------------ | ------------------------ | ------------------------- | -------------- |
| Cetenov, am nördlichen Ende von Vystrkov (Wysterkow), am Weg nach Hrubý Lesnov (Großlessel) (Standort) | Mariensäule              | Mariensäule              | 18114/5-4282 Info Katalog | weitere Bilder |
| Dolánky (Dolanken), an der Kreuzung gegenüber von Haus Nr. 8 (Standort)                                | Kruzifix                 | Kruzifix                 | 14399/5-4189 Info Katalog | weitere Bilder |
| Hrubý Lesnov (Groß Lesnow), in der Ortsmitte (Standort)                                                | Kapelle des hl. Leonhard | Kapelle des hl. Leonhard | 28230/5-4510 Info Katalog | weitere Bilder |

## Černousy(Tschernhausen)
| Lage                                           | Objekt                                  | Beschreibung | ÚSKP-Nr.                  | Bild           |
| ---------------------------------------------- | --------------------------------------- | --- | ------------------------- | -------------- |
| Černousy, im nordöstlichen Ortsteil (Standort) | Kapelle des hl. Johannes von Nepomuk    | Kapelle des hl. Johannes von Nepomuk | 24992/5-4192 Info Katalog | weitere Bilder |
| Černousy (Standort)                            | Wirtschaftsgebäude des ehem. Schlosses  | Wirtschaftsgebäude des ehem. Schlosses (davon nur: Wirtschaftsgebäude und Getreidespeicher)                                                                                                   | 46664/5-4191 Info Katalog | weitere Bilder |
| Ves (Wiese) (Standort)                         | Kirche des hl. Laurentius mit Pfarrhaus | Areal der Kirche des hl. Laurentius mit Pfarrhaus - Laurentiuskirche mit Grabsteinen - Pfarrhaus Nr. 28 (ohne Wirtschaftsgebäude) - Friedhof, Umfassungsmauer mit Friedhofstor und Grabsteine | 16335/5-4193 Info Katalog | weitere Bilder |

## Chotyně(Ketten)
| Lage                                              | Objekt                                   | Beschreibung | ÚSKP-Nr.                  | Bild           |
| ------------------------------------------------- | ---------------------------------------- | --- | ------------------------- | -------------- |
| Chotyně, am Garten des Hauses Nr. 45 (Standort)   | Sühnekreuz                               | Sühnekreuz | 30458/5-4316 Info Katalog | weitere Bilder |
| Grabštejn 16, 17, 18, 19, 20 und 21 (Standort)    | Burg und Schloss Grabštejn               | Burg und Schloss Grabštejn - Burg Nr. 21 - Verwaltungsgebäude mit Tor Nr. 19 - Kavalierhaus Nr. 20 - Wirtschaftsgebäude Nr. 16, 17 und 18 - Wasserturm - Kapelle der 14 Nothelfer - Park mit Befestigungsanlagen, Wasserbehälter, Bassin, Papageiendenkmal                            | 32126/5-4317 Info Katalog | weitere Bilder |
| Grabštejn (Grafenstein) Nr. 13, 14, 26 (Standort) | Bauerngehöft, Fasanerie und Küchengarten | Bauerngehöft mit Nebengebäuden - Bauerngehöft – Wirtschaftsgebäude I, II, III, IV - Bauernhaus Nr. 13 und 14 - Forsthaus Nr. 26 mit Kapelle und Schuppen - barocker Getreidespeicher, errichtet vom Reichenberger Baumeister Johann Joseph Kuntze (1738) - Fasanerie und Küchengarten | 29821/5-4318 Info Katalog | weitere Bilder |

## Čtveřín(Stwerschin)
| Lage                                                      | Objekt          | Beschreibung                                                             | ÚSKP-Nr.                  | Bild           |
| --------------------------------------------------------- | --------------- | ------------------------------------------------------------------------ | ------------------------- | -------------- |
| Čtveřín, an der Kreuzung im südlichen Ortsteil (Standort) | Kalvarienberg   | Kalvarienberg, wahrscheinlich aus der ersten Hälfte des 19. Jahrhunderts | 19894/5-4465 Info Katalog | Kalvarienberg  |
| Čtveřín, im Garten von Nr. 33 (Standort)                  | Kruzifix        | Kruzifix mit Steinsockel (1854)                                          | 21521/5-4464 Info Katalog | weitere Bilder |
| Čtveřín 19 (Standort)                                     | Haus Nr. 19     | Bauerngehöft                                                             | 52379/5-4466 Info Katalog | Haus Nr. 19    |
| bei Haus Nr. 26 (Standort)                                | Brunnen – Pumpe | Brunnen – Pumpe                                                          | 54659/5-4467 Info Katalog | weitere Bilder |

## Dětřichov(Dittersbach)
| Lage                                                                                 | Objekt                              | Beschreibung | ÚSKP-Nr.                  | Bild           |
| ------------------------------------------------------------------------------------ | ----------------------------------- | --- | ------------------------- | -------------- |
| Dětřichov 67, östlich vom Ort (Standort)                                             | Bauernhaus                          | Bauerngehöft | 27129/5-4204 Info Katalog | weitere Bilder |
| Dětřichov, nordwestlich vom Ort (Standort)                                           | Kirche der hl. Anna                 | Areal der Kirche der hl. Anna (gotischer Kern) mit Leichenhalle und Beinhaus, Nischenkapelle, Umfassungsmauer mit Tor, mit Grabstein und Kreuzweg | 32477/5-4205 Info Katalog | weitere Bilder |
| Dětřichov, rechts von der Straße nach Frýdlant (Friedland im Isergebirge) (Standort) | Kreuz mit Steinsockel               | Kreuz mit Steinsockel | 28180/5-4203 Info Katalog | weitere Bilder |
| Dětřichov, Kreuzung an der Straße nach Frýdlantu (Standort)                          | Statue des hl. Johannes von Nepomuk | Statue des hl. Johannes von Nepomuk | 39121/5-4206 Info Katalog | weitere Bilder |

## Dlouhý Most(Langenbruck)
| Lage                       | Objekt                    | Beschreibung              | ÚSKP-Nr.                  | Bild           |
| -------------------------- | ------------------------- | ------------------------- | ------------------------- | -------------- |
| Dlouhý Most (Standort)     | Kirche des hl. Laurentius | Kirche des hl. Laurentius | 18200/5-4216 Info Katalog | weitere Bilder |
| Dlouhý Most 193 (Standort) | Haus Nr. 193              | Stadthaus                 | 14959/5-4217 Info Katalog | Haus Nr. 193   |

## Dolní Řasnice(Rückersdorf)
| Lage                                       | Objekt   | Beschreibung | ÚSKP-Nr.                  | Bild           |
| ------------------------------------------ | -------- | ------------ | ------------------------- | -------------- |
| Dolní Řasnice 27 (Standort)                | Schmiede | Schmiede     | 14557/5-4219 Info Katalog | weitere Bilder |
| Dolní Řasnice, bei Haus Nr. 319 (Standort) | Kruzifix | Kruzifix     | 44948/5-4218 Info Katalog | weitere Bilder |

## Habartice(Ebersdorf)
| Lage                                            | Objekt                 | Beschreibung                                  | ÚSKP-Nr.                  | Bild           |
| ----------------------------------------------- | ---------------------- | --------------------------------------------- | ------------------------- | -------------- |
| Habartice 70, im nördlichen Ortsteil (Standort) | Bauernhaus             | Bauerngehöft                                  | 34522/5-4273 Info Katalog | weitere Bilder |
| Habartice, auf dem Friedhof (Standort)          | Grab von Franz Neumann | Grab des deutschen Kommunisten Franz Neumann. | 53692/5-4995 Info Katalog | BW             |

## Hejnice(Haindorf)
| Lage                                                          | Objekt                                                | Beschreibung | ÚSKP-Nr.                  | Bild           |
| ------------------------------------------------------------- | ----------------------------------------------------- | --- | ------------------------- | -------------- |
| Hejnice 1 (Standort)                                          | Kloster Haindorf - Wallfahrtskirche Maria Heimsuchung | Ehem. Franziskanerkloster - Franziskanerkloster Nr. 1 - Wallfahrtskirche Maria Heimsuchung (1722–1729) - Eingangsbereich vor der Basilika - Mariensäule, Antoniuskapelle, Terrassenmauer, Wand mit Statuen, Statue des hl. Wenzel, Statue des hl. Johannes von Nepomuk, Statue des hl. Franz von Marchia, Statue des hl. Franz von Solano, Brunnen - Kreuzgang - Klostergarten, Wasserreservoir, Einfriedungsmauer | 46793/5-4274 Info Katalog | weitere Bilder |
| Hejnice, Landstraße III/29016 über den Fluss Smědá (Standort) | Straßenbrücke                                         | Straßenbrücke über die Wittig | 44093/5-5412 Info Katalog | weitere Bilder |
| Hejnice, Lázeňská 463 (Standort)                              | Villa Emil Simon                                      | Die Villa wurde 1917 nach einem Entwurf von Rudolf Bitzan vom Friedländer Baumeister Rudolf Hampel erbaut. Bauherr war Eduard Fritsch (Weberei Fritsch & Co.). Die Villa ging 1921 zusammen dem Park an den Fabrikanten Emil Simon aus Voigtsbach (Fojtka) über. Im Jahr 1935 erwarb sie der Gablonzer Exporteur Carl Witt, der die Innenräume vom Raspenauer Baumeisters Josef Franz Lange im Art-déco-Stil renovieren ließ. Das Gebäude befindet sich in authentischem Zustand. Von 1945 bis 2021 befand sich hier ein Kindergarten. | 107053 Info Katalog       | weitere Bilder |
| Hejnice, Jizerská (Standort)                                  | Bildstock                                             | Bildstock | 46203/5-4275 Info Katalog | Bildstock      |

## Heřmanice(Hermsdorf)
| Lage                                                                                                | Objekt       | Beschreibung                                  | ÚSKP-Nr.                  | Bild           |
| --------------------------------------------------------------------------------------------------- | ------------ | --------------------------------------------- | ------------------------- | -------------- |
| Heřmanice 29, in der Ortsmitte (Standort)                                                           | Bauernhaus   | Bauerngehöft                                  | 45746/5-4210 Info Katalog | Bauernhaus     |
| Heřmanice 78, in der Ortsmitte (Standort)                                                           | Bauernhaus   | Bauerngehöft – 2010 durch Hochwasser zerstört | 39210/5-4214 Info Katalog | Bauernhaus     |
| Heřmanice 39, in der Ortsmitte (Standort)                                                           | Ehem. Schule | Ehem. Schule                                  | 32847/5-4212 Info Katalog | weitere Bilder |
| Heřmanice 6, im östlichen Ortsteil (Standort)                                                       | Bauernhaus   | Bauerngehöft                                  | 27547/5-4213 Info Katalog | Bauernhaus     |
| Heřmanice 77, in der Ortsmitte (Standort)                                                           | Bauernhaus   | Bauerngehöft                                  | 26191/5-4209 Info Katalog | weitere Bilder |
| Heřmanice 12 (Standort)                                                                             | Bauernhaus   | Bauerngehöft                                  | 53541/5-4211 Info Katalog | weitere Bilder |
| Vysoký (Hohenwald), einzelnes Gebäude in der ehem. Siedlung Vysoký südlich von Heřmanice (Standort) | Windmühle    | Windmühle vom Holländer-Typ (1828–1830)       | 20498/5-4215 Info Katalog | weitere Bilder |

## Hlavice(Hlawitz)
| Lage                                                          | Objekt                                | Beschreibung | ÚSKP-Nr.                  | Bild           |
| ------------------------------------------------------------- | ------------------------------------- | --- | ------------------------- | -------------- |
| Hlavice, an der Ortsstraße, westlich vom Dorfplatz (Standort) | Kruzifix                              | Kruzifix | 27586/5-4279 Info Katalog | weitere Bilder |
| Hlavice (Standort)                                            | Kirche des hl. Leonhard mit Pfarrhaus | Areal der Kirche des hl. Leonhard - Kirche des hl. Leonhard - Pfarrhaus Nr. 2 - Getreidespeicher - Statue des hl. Leonhard na parcele pp. 702/9 | 26169/5-4277 Info Katalog | weitere Bilder |
| Hlavice (Standort)                                            | Statue des hl. Johannes von Nepomuk   | Statue des hl. Johannes von Nepomuk | 16710/5-4278 Info Katalog | weitere Bilder |
| Lesnovek (Lesnow) (Standort)                                  | Mariensäule                           | Mariensäule | 35619/5-4280 Info Katalog | weitere Bilder |
| Lesnovek, bei Haus Nr. 21 (Standort)                          | Kruzifix                              | Kruzifix | 14184/5-4281 Info Katalog | weitere Bilder |

## Horní Řasnice(Bärnsdorf an der Tafelfichte)
| Lage                                                                    | Objekt                                                | Beschreibung                                          | ÚSKP-Nr.                  | Bild           |
| ----------------------------------------------------------------------- | ----------------------------------------------------- | ----------------------------------------------------- | ------------------------- | -------------- |
| Horní Řasnice (Standort)                                                | Kirche der Unbefleckten Empfängnis der Jungfrau Maria | Kirche der Unbefleckten Empfängnis der Jungfrau Maria | 16255/5-4297 Info Katalog | weitere Bilder |
| Horní Řasnice, vor dem Haus Nr. 79 (Standort)                           | Kruzifix                                              | Kruzifix                                              | 53266/5-4296 Info Katalog | weitere Bilder |
| Srbská 62 (Standort)                                                    | Herrenhaus                                            | Herrenhaus                                            | 17629/5-4298 Info Katalog | weitere Bilder |
| Srbská (Wünschendorf), in der Nähe der Staatsgrenze zu Polen (Standort) | Denkmal für die Staatsgarde                           | Denkmal für die Staatsgarde                           | 23250/5-4996 Info Katalog | weitere Bilder |

## Janovice v Podještědí(Jonsdorf)
| Lage                                | Objekt     | Beschreibung | ÚSKP-Nr.                  | Bild           |
| ----------------------------------- | ---------- | ------------ | ------------------------- | -------------- |
| Janovice v Podještědí 29 (Standort) | Bauernhaus | Bauerngehöft | 27981/5-3019 Info Katalog | weitere Bilder |
| Janovice v Podještědí 75 (Standort) | Bauernhaus | Bauerngehöft | 22845/5-3020 Info Katalog | weitere Bilder |

## Jeřmanice(Hermannsthal)
| Lage                               | Objekt              | Beschreibung                                                         | ÚSKP-Nr.                  | Bild           |
| ---------------------------------- | ------------------- | -------------------------------------------------------------------- | ------------------------- | -------------- |
| Jeřmanice (Standort)               | Kirche der hl. Anna | Kirche der hl. Anna                                                  | 32574/5-4337 Info Katalog | weitere Bilder |
| Jeřmanice, ehem. Nr. 65 (Standort) | Bauernhaus          | Bauerngehöft - wertvolles Objekt der Volksarchitektur, 2006 zerstört | 31145/5-4338 Info Katalog | BW             |

## Jindřichovice pod Smrkem(Heinersdorf an der Tafelfichte)
| Lage                                   | Objekt                | Beschreibung                  | ÚSKP-Nr.                  | Bild           |
| -------------------------------------- | --------------------- | ----------------------------- | ------------------------- | -------------- |
| Jindřichovice pod Smrkem (Standort)    | Ehem. Jakobuskirche   | Ruine der ehem. Jakobuskirche | 32158/5-4339 Info Katalog | weitere Bilder |
| Jindřichovice pod Smrkem (Standort)    | Dreifaltigkeitskirche | Dreifaltigkeitskirche         | 24418/5-4340 Info Katalog | weitere Bilder |
| Jindřichovice pod Smrkem 83 (Standort) | Ehem. Schule          | Ehem. Schule                  | 103916 Info Katalog       | weitere Bilder |

## Kobyly(Kobil)
| Lage                                                                     | Objekt                | Beschreibung                                              | ÚSKP-Nr.                  | Bild           |
| ------------------------------------------------------------------------ | --------------------- | --------------------------------------------------------- | ------------------------- | -------------- |
| Kobyly, am Südhang oberhalb des Dorfes hinter dem Haus Nr. 25 (Standort) | Ehem. Begräbnisstätte | Begräbnisstätte aus der Latènezeit, archäologische Spuren | 24691/5-4341 Info Katalog | weitere Bilder |
| Havlovice (Hawlowitz) Nr. 2, Siedlung Kojecko (Kogetzko) (Standort)      | Bauernhaus            | Bauerngehöft                                              | 14080/5-4342 Info Katalog | weitere Bilder |

## Krásný Les(Schönwald)
| Lage                                                                    | Objekt                                                  | Beschreibung                                            | ÚSKP-Nr.                  | Bild           |
| ----------------------------------------------------------------------- | ------------------------------------------------------- | ------------------------------------------------------- | ------------------------- | -------------- |
| Krásný Les (Standort)                                                   | Kirche der hl. Helena mit Pfarrhaus                     | Kirche der hl. Helena (1764–1771) mit Pfarrhaus (1778)  | 15124/5-4343 Info Katalog | weitere Bilder |
| Krásný Les, auf einer Wiese gegenüber von Haus Nr. 26 und 35 (Standort) | Bildstock                                               | Bildstock - Steinsockel                                 | 23362/5-4346 Info Katalog | BW             |
| Krásný Les (Standort)                                                   | Kruzifix                                                | Kruzifix                                                | 29700/5-4347 Info Katalog | weitere Bilder |
| Krásný Les, auf dem Grundstück von Haus Nr. 250 (Standort)              | Bildstock                                               | Bildstock (1793)                                        | 32365/5-4344 Info Katalog | weitere Bilder |
| Krásný Les, bei Haus Nr. 248 (Standort)                                 | Nischenkapelle mit Figurengruppe der hl. Dreifaltigkeit | Nischenkapelle mit Figurengruppe der hl. Dreifaltigkeit | 37587/5-4345 Info Katalog | weitere Bilder |

## Kunratice(Kunnersdorf)
| Lage                                          | Objekt                     | Beschreibung | ÚSKP-Nr.                  | Bild           |
| --------------------------------------------- | -------------------------- | --- | ------------------------- | -------------- |
| Kunratice (Standort)                          | Kaple Bolestné Panny Marie | Kapelle der Schmerzensmutter – zwischen zwei Linden, im sogenannten Tongrund, östlich des Dorfes in Richtung Frýdlant, in der Nähe des Hügels U kapličky. im Jahr 2013 teilweise rekonstruiert, siehe | 53116/5-4374 Info Katalog | weitere Bilder |
| Kunratice, am Eingang zum Friedhof (Standort) | Kruzifix                   | Kruzifix | 19677/5-4371 Info Katalog | weitere Bilder |
| Kunratice, in der Ortsmitte (Standort)        | Allerheiligenkirche        | Allerheiligenkirche | 15866/5-4372 Info Katalog | weitere Bilder |

## Lažany(Laschan)
| Lage                                                                           | Objekt     | Beschreibung | ÚSKP-Nr.                  | Bild           |
| ------------------------------------------------------------------------------ | ---------- | ------------ | ------------------------- | -------------- |
| Lažany, bei Haus Nr. 35, in der Ortsmitte, südöstlich vom Dorfplatz (Standort) | Kruzifix   | Kruzifix     | 45232/5-4468 Info Katalog | weitere Bilder |
| Lažany 8 (Standort)                                                            | Bauernhaus | Bauerngehöft | 20077/5-4469 Info Katalog | Bauernhaus     |

## Mníšek(Einsiedel im Isergebirge)
| Lage                                             | Objekt                              | Beschreibung | ÚSKP-Nr.                  | Bild           |
| ------------------------------------------------ | ----------------------------------- | --- | ------------------------- | -------------- |
| Mníšek (Standort)                                | Statue des hl. Johannes von Nepomuk | Statue des hl. Johannes von Nepomuk | 32100/5-4390 Info Katalog | weitere Bilder |
| Mníšek (Standort)                                | Kirche des hl. Nikolaus             | Kirche des hl. Nikolaus | 39901/5-4388 Info Katalog | weitere Bilder |
| Mníšek, nordwestlich vom Ort (Standort)          | Ehem. Befestigungsanlage            | Linienförmige Befestigungsanlage | 43805/5-4857 Info Katalog | weitere Bilder |
| Mníšek 41 (Standort)                             | Pfarrhaus                           | Pfarrhaus | 16744/5-4389 Info Katalog | weitere Bilder |
| Fojtka (Voigtsbach), in der Ortsmitte (Standort) | Glockenhäusl – Kapelle              | Glockenhäusl | 51357/5-5919 Info Katalog | weitere Bilder |
| Fojtka, Jizerská Nr. 4 (Standort)                | Bauernhaus                          | Bauerngehöft – das Fachwerkhaus, ehemals Nr. 73, aus der Wende des 18. und 19. Jahrhunderts, befindet sich im südlichen Teil des Dorfes an einem Hang oberhalb des Baches. Während des Wiederaufbaus in den 1980er Jahren gab es starke Eingriffe in die historischen Strukturen des Hauses. | 46648/5-4391 Info Katalog | weitere Bilder |

## Nová Ves(Neundorf)
| Lage                       | Objekt                            | Beschreibung                                                                                         | ÚSKP-Nr.                  | Bild           |
| -------------------------- | --------------------------------- | --- | ------------------------- | -------------- |
| Nová Ves, Nr. 1 (Standort) | Landwirtschaftlicher Hof - Ställe | Landwirtschaftlicher Hof - Ställe                                                                    | 16313/5-4394 Info Katalog | weitere Bilder |
| Nová Ves (Standort)        | Kirche Mariä Himmelfahrt          | Kirche Mariä Himmelfahrt                                                                             | 29144/5-4393 Info Katalog | weitere Bilder |
| Mlýnice (Mühlscheibe) ()   | Milník                            | Meilenstein - Standort unklar, evtl. doppelter Eintrag zum Meilenstein Nr. 47196/5-4207 bei Frýdlant | 36840/5-4395 Info Katalog |                |

## Oldřichov v Hájích(Buschullersdorf)
| Lage                                                                                                   | Objekt   | Beschreibung | ÚSKP-Nr.                  | Bild           |
| --- | -------- | ------------ | ------------------------- | -------------- |
| Oldřichov v Hájích 5, im südlichen Ortsteil, links von der Straße nach Raspenava (Raspenau) (Standort) | Gasthaus | Gasthaus     | 10556/5-5622 Info Katalog | weitere Bilder |

## Osečná(Oschitz)
| Lage | Objekt                                                           | Beschreibung                                                     | ÚSKP-Nr.                  | Bild           |
| --- | ---------------------------------------------------------------- | ---------------------------------------------------------------- | ------------------------- | -------------- |
| Osečná, Svatovítské nám. (Standort)                                                                           | Mariensäule                                                      | Mariensäule mit vier freistehenden Heiligen-Statuen (1730)       | 15338/5-4403 Info Katalog | weitere Bilder |
| Osečná (Standort)                                                                                             | Kirche des hl. Veit                                              | Kirche des hl. Veit                                              | 21386/5-4402 Info Katalog | weitere Bilder |
| Osečná, am südöstlichen Ortsrand, in einem Birkenhain (Standort)                                              | Skulpturengruppe mit den Statuen des hl. Johannes und hl. Paulus | Skulpturengruppe mit den Statuen des hl. Johannes und hl. Paulus | 38532/5-4404 Info Katalog | weitere Bilder |
| Druzcov (Drausendorf), auf der nordöstlichen Seite der Landstraße (Standort)                                  | Kapelle                                                          | Kapelle                                                          | 32894/5-4221 Info Katalog | weitere Bilder |
| Chrastná (Krassa), am Haus Nr. 17 (Standort)                                                                  | Statue des hl. Leonhard mit Tor                                  | Statue des hl. Leonhard mit Tor                                  | 15229/5-4405 Info Katalog | weitere Bilder |
| Kotel (Kessel), severozápadně od vsi, na severní straně komunikace (Standort)                                 | Výklenková kaplička                                              | Výklenková kaplička                                              | 10165/5-5613 Info Katalog | weitere Bilder |
| Kotel, an der Landstraße im südöstlichen Ortsteil (Standort)                                                  | Annenkapelle                                                     | Annenkapelle                                                     | 11137/5-5737 Info Katalog | weitere Bilder |
| Kotel 22, in der Ortsmitte (Standort)                                                                         | Bauernhaus                                                       | Bauerngehöft                                                     | 12688/5-5593 Info Katalog | weitere Bilder |
| Kotel Nr. 47, im nordöstlichen Ortsteil (Standort)                                                            | Bauernhaus                                                       | Bauerngehöft mit Wohnhaus und Scheune                            | 12689/5-5603 Info Katalog | weitere Bilder |
| Lázně Kundratice (Bad Kunnersdorf), Českolipská 37, an der nördlichen Seite der Straße nach Osečna (Standort) | Wassermühle                                                      | Wassermühle                                                      | 11694/5-5612 Info Katalog | weitere Bilder |
| Zábrdí (Sabert) Nr. 17 (Standort)                                                                             | Bauernhaus                                                       | Bauerngehöft                                                     | 10187/5-5602 Info Katalog | weitere Bilder |
| Zábrdí, im nördlichen Ortsteil (Standort)                                                                     | Kapelle                                                          | Kapelle                                                          | 10202/5-5601 Info Katalog | weitere Bilder |
| Zábrdí Nr. 34, im nördlichen Ortsteil (Standort)                                                              | Bauernhaus                                                       | Bauerngehöft                                                     | 10774/5-5629 Info Katalog | weitere Bilder |
| Zábrdí (Standort)                                                                                             | Kruzifix                                                         | Kruzifix                                                         | 33640/5-4190 Info Katalog | weitere Bilder |
| Horní Vlachové Nr. 101 (Ober Wlachey) (Standort)                                                              | Bauernhaus                                                       | Bauerngehöft mit Getreidespeicher und Scheune                    | 50665/5-5877 Info Katalog | weitere Bilder |

## Paceřice(Patzerschitz)
| Lage                                        | Objekt                              | Beschreibung                        | ÚSKP-Nr.                  | Bild           |
| ------------------------------------------- | ----------------------------------- | ----------------------------------- | ------------------------- | -------------- |
| Paceřice 1, in der Ortsmitte (Standort)     | Bauernhaus                          | Bauerngehöft                        | 37304/5-4519 Info Katalog | weitere Bilder |
| Paceřice, im nördlichen Ortsteil (Standort) | Statue des hl. Johannes von Nepomuk | Statue des hl. Johannes von Nepomuk | 23945/5-4471 Info Katalog | weitere Bilder |

## Pěnčín(Pientschin)
| Lage                                                                                | Objekt                                                                     | Beschreibung                                                                                      | ÚSKP-Nr.                  | Bild           |
| ----------------------------------------------------------------------------------- | -------------------------------------------------------------------------- | ------------------------------------------------------------------------------------------------- | ------------------------- | -------------- |
| Pěnčín, im südöstlichen Ortsteil (Standort)                                         | Kruzifix                                                                   | Kruzifix                                                                                          | 47123/5-4407 Info Katalog | Kruzifix       |
| Pěnčín, am Dorfplatz (Standort)                                                     | Kruzifix                                                                   | Kruzifix                                                                                          | 35620/5-4406 Info Katalog | Kruzifix       |
| Pěnčín, im nördlichen Ortsteil, östlich vom Weg nach Vitanovic (Standort)           | Einfache befestigte Siedlung und Begräbnisstätte aus der frühen Bronzezeit | Einfache befestigte Siedlung und Begräbnisstätte aus der frühen Bronzezeit, archäologische Spuren | 18645/5-4409 Info Katalog | weitere Bilder |
| Pěnčín, im östlichen Ortsteil, südlich vom Weg nach Čtveřín (Stwerschin) (Standort) | Ehem. befestigte Siedlung                                                  | Ehem. befestigte Siedlung, archäologische Spuren                                                  | 17762/5-4408 Info Katalog | weitere Bilder |
| Kamení, an der Straßenkreuzung südlich von Červenice (Tscherwenitz) (Standort)      | Statue der hl. Barbara                                                     | Statue der hl. Barbara                                                                            | 28604/5-4410 Info Katalog | weitere Bilder |

## Pertoltice(Berzdorf)
| Lage                                         | Objekt                            | Beschreibung                                                                                                 | ÚSKP-Nr.                  | Bild           |
| -------------------------------------------- | --------------------------------- | --- | ------------------------- | -------------- |
| Dolní Pertoltice (Niederberzdorf) (Standort) | Kirche des hl. Jodok mit Friedhof | Areal der Kirche des hl. Jodok mit Friedhof - Kirche des hl. Jodok - Leichenhalle - Friedhofsmauer mit Toren | 51053/5-5908 Info Katalog | weitere Bilder |
| Dolní Pertoltice 198 (Standort)              | Bauernhaus                        | Bauerngehöft: Bauernhaus, Scheune.                                                                           | 104794 Info Katalog       | weitere Bilder |

## Proseč pod Ještědem(Proschwitz)
| Lage                            | Objekt                                       | Beschreibung | ÚSKP-Nr.                  | Bild           |
| ------------------------------- | -------------------------------------------- | --- | ------------------------- | -------------- |
| Padouchov (Paduchow) (Standort) | Denkmal für die Arbeiterversammlung von 1870 | Denkmal für die Arbeiterversammlung von 1870, auf dem Jeschken-Kamm am blauen Wanderweg von Pláně pod Ještědem zum Gasthaus „U Šámalů“ | 46847/5-4414 Info Katalog | weitere Bilder |

## Radimovice(Radimowitz)
| Lage                  | Objekt                                                                       | Beschreibung                                                                 | ÚSKP-Nr.                  | Bild           |
| --------------------- | ---------------------------------------------------------------------------- | ---------------------------------------------------------------------------- | ------------------------- | -------------- |
| Radimovice (Standort) | Statuen des hl. Laurentius, des hl. Johannes von Nepomuk und des hl. Florian | Statuen des hl. Laurentius, des hl. Johannes von Nepomuk und des hl. Florian | 17160/5-4472 Info Katalog | weitere Bilder |

## Šimonovice(Schimsdorf)
| Lage                                                              | Objekt            | Beschreibung | ÚSKP-Nr.                  | Bild           |
| ----------------------------------------------------------------- | ----------------- | --- | ------------------------- | -------------- |
| Rašovka (Raschen), Na Výhledí Nr. 8 oder 9 (Standort)             | Bauernhaus        | Bauerngehöft (1845) – ehemals Nr. 20, ist von Umbauten aus den 1970er Jahren geprägt | 23793/5-4475 Info Katalog | weitere Bilder |
| Šimonovice, ul. V zatáčkách, gegenüber von Haus Nr. 87 (Standort) | Laurentiuskapelle | Laurentiuskapelle (1734) – ein barockes Gebäude mit quadratischem Grundriss, bedeckt mit einem Kuppeldach, ausgestattet mit einem Glockenturm, mit einer Statue des hl. Johannes von Nepomuk und des hl. Paul., abgerissen 1976 | 54660/5-4474 Info Katalog | BW             |

## Soběslavice(Sebeslawitz)
| Lage                      | Objekt                               | Beschreibung                         | ÚSKP-Nr.                  | Bild           |
| ------------------------- | ------------------------------------ | ------------------------------------ | ------------------------- | -------------- |
| Soběslavice (Standort)    | Kapelle des hl. Johannes von Nepomuk | Kapelle des hl. Johannes von Nepomuk | 12920/5-4448 Info Katalog | weitere Bilder |
| Soběslavice 18 (Standort) | Bauernhaus                           | Bauerngehöft                         | 11984/5-5443 Info Katalog | weitere Bilder |

## Stráž nad Nisou(Althabendorf)
| Lage                                                 | Objekt                                                         | Beschreibung                                                        | ÚSKP-Nr.                  | Bild           |
| ---------------------------------------------------- | -------------------------------------------------------------- | ------------------------------------------------------------------- | ------------------------- | -------------- |
| Stráž nad Nisou (Standort)                           | Kirche der hl. Katharina                                       | Kirche der hl. Katharina                                            | 26975/5-4450 Info Katalog | weitere Bilder |
| Stráž nad Nisou (Standort)                           | Skulpturengruppe Abschied Jesu Christi von seiner Mutter Maria | Skulpturengruppe Abschied Jesu Christi von seiner Mutter Maria      | 102581 Info Katalog       | weitere Bilder |
| Stráž nad Nisou, auf dem Friedhof (Standort)         | Grab von Ferdinand Schwarz                                     | Grab von Ferdinand Schwarz (1852–1906) – Vorkämpfer des Sozialismus | 32620/5-4997 Info Katalog | weitere Bilder |
| Stráž nad Nisou, Studánecká 66 (Standort)            | Bauernhaus                                                     | Bauerngehöft – Geburtshaus von Ferdinand Schwarz                    | 28204/5-4449 Info Katalog | weitere Bilder |
| Stráž nad Nisou, Bilejova 225, Nová Stráž (Standort) | Bauernhaus                                                     | Bauerngehöft                                                        | 52566/5-4941 Info Katalog | weitere Bilder |

## Světlá pod Ještědem(Swetla)
| Lage                                                                         | Objekt                              | Beschreibung | ÚSKP-Nr.                  | Bild                   |
| ---------------------------------------------------------------------------- | ----------------------------------- | --- | ------------------------- | ---------------------- |
| Světlá pod Ještědem (Standort)                                               | Nikolauskirche                      | Nikolauskirche | 26663/5-4451 Info Katalog | weitere Bilder         |
| Světlá pod Ještědem 2 (Standort)                                             | Areal des Hauses Nr. 2              | Areal des Hauses Nr. 2 zur Erinnerung Karolína Světlá. Das Wohnhaus und das Fachwerkhaus war früher für Gäste und soziale Zwecke eingerichtet, ergänzt durch eine Scheune mit Stallungen. Das ehemalige Bauerngehöft mit Gasthof und Saal war das Herzstück des gesellschaftlichen Lebens in der Umgebung, wo auch die Handlung von Karolina Světlás Roman „Vesnický román“ spielt. Erwähnt wird das Haus als Bauernhof der Romanfigur Antoš Jírovec oder als Kneipe U Richtrů. Besitzer ab 1752 waren Martin Kabátek, Karel Sluka und ab 1834 Václav Paula. | 105986 Info Katalog       | Areal des Hauses Nr. 2 |
| Světlá pod Ještědem, im nordwestlichen Ortsteil, neben der Kirche (Standort) | Denkmal Karolina Světlá             | Denkmal der Schriftstellerin Karolina Světlá, Bronzestatue auf Steinsockel, geschaffen vom Bildhauer Josef Bílek und dem Prager Architekten Vilém Kvasnička (1930/31). | 45516/5-4453 Info Katalog | weitere Bilder         |
| Světlá pod Ještědem, westlich des Ortes, am Weg nach Rozstání (Standort)     | Statue des hl. Johannes von Nepomuk | Statue des hl. Johannes von Nepomuk – errichtet 1836 vom Bauern Václav Paul von Haus Nr. 2. | 38902/5-4452 Info Katalog | weitere Bilder         |
| Hoření Paseky (Oberpassek) Nr. 1 (Standort)                                  | Bauernhaus                          | Bauerngehöft: Bauernhaus, Scheune – Fachwerkhaus mit Glockenturm (18. Jhdt.), Erdgeschoss der Südostfassade mit vertikaler Schalung und einfacher Schnitzerei, war der Schauplatz von Karolina Světlás Roman „Kantůrčice“. | 44071/5-5389 Info Katalog | weitere Bilder         |
| Rozstání (Rostein) Nr. 4 (Standort)                                          | Bauernhaus „Slukův statek“          | Bauerngehöft (dendrochronologisch aus dem 18. Jhdt.) – Handlungsort von Karolina Světlás Roman „U sedmi javorů“ | 19072/5-4438 Info Katalog | weitere Bilder         |

## Svijanský Újezd(Aujest bei Swijan)
| Lage                                                       | Objekt     | Beschreibung                                   | ÚSKP-Nr.                  | Bild           |
| ---------------------------------------------------------- | ---------- | ---------------------------------------------- | ------------------------- | -------------- |
| Svijanský Újezd Nr. 1, im südöstlichen Ortsteil (Standort) | Bauernhaus | Bauerngehöft                                   | 20150/5-4454 Info Katalog | weitere Bilder |
| Svijanský Újezd 2 (Standort)                               | Bauernhaus | Bauerngehöft: Wohnhaus, Scheune, Stall, Keller | 38228/5-4455 Info Katalog | weitere Bilder |

## Sychrov(Sychrow)
| Lage                                                               | Objekt                 | Beschreibung           | ÚSKP-Nr.                  | Bild           |
| ------------------------------------------------------------------ | ---------------------- | ---------------------- | ------------------------- | -------------- |
| Sychrov 1 (Standort)                                               | Schloss Sychrov        | Schloss Sychrov        | 23838/5-4463 Info Katalog | weitere Bilder |
| Sedlejovice (Sedlowitz) (Standort)                                 | Kruzifix               | Kruzifix               | 35463/5-4426 Info Katalog | weitere Bilder |
| Třtí (Wetterstein), am Dorfplatz (Standort)                        | Säule mit Marienstatue | Säule mit Marienstatue | 26986/5-4427 Info Katalog | weitere Bilder |
| Vrchovina (Werhowina), in der Ortsmitte, am Haus Nr. 15 (Standort) | Kruzifix               | Kruzifix               | 46642/5-4428 Info Katalog | Kruzifix       |

## Vlastibořice(Wlastiborschitz)
| Lage                                                                 | Objekt                                   | Beschreibung | ÚSKP-Nr.                  | Bild                                |
| -------------------------------------------------------------------- | ---------------------------------------- | --- | ------------------------- | ----------------------------------- |
| Vlastibořice, auf dem Dorfplatz (Standort)                           | Statue des hl. Johannes von Nepomuk      | Statue des hl. Johannes von Nepomuk                                                                                          | 35203/5-4498 Info Katalog | Statue des hl. Johannes von Nepomuk |
| Vlastibořice (Standort)                                              | Kirche der hl. Katharina von Alexandrien | Areal der Kirche der hl. Katharina von Alexandrien - Katharinenkirche - Glockenturm - márnice - hřbitov s roubeným ohrazením | 32702/5-4497 Info Katalog | weitere Bilder                      |
| Vlastibořice 39, nördlich von Sedlíšťka, am Fluss Mohelka (Standort) | Wassermühle                              | Wassermühle | 34622/5-4496 Info Katalog | Wassermühle                         |
| Jivina (Jiwina), nördlich vom Ort (Standort)                         | Statue der Maria Immaculata              | Statue der Maria Immaculata                                                                                                  | 41140/5-4499 Info Katalog | Statue der Maria Immaculata         |
| Sedlíšťka (Sedlischka), auf dem Dorfplatz, bei Haus Nr. 9 (Standort) | Tor mit Statue des hl. Paul              | Tor mit Statue des hl. Paul                                                                                                  | 16943/5-4500 Info Katalog | Tor mit Statue des hl. Paul         |
| Sedlíšťka, am Haus Nr. 18 (Standort)                                 | Kapelle des hl. Peter                    | Kapelle des hl. Peter | 14185/5-4501 Info Katalog | weitere Bilder                      |

## Všelibice(Schellwitz)
| Lage                                                                 | Objekt                                  | Beschreibung | ÚSKP-Nr.                  | Bild           |
| -------------------------------------------------------------------- | --------------------------------------- | --- | ------------------------- | -------------- |
| Všelibice, am Haus Nr. 7 (Standort)                                  | Sühnekreuz                              | Sühnekreuz | 28582/5-4508 Info Katalog | weitere Bilder |
| Budíkov (Budikau), am Haus Nr. 34 (Standort)                         | Skulpturengruppe der hl. Dreifaltigkeit | Skulpturengruppe der hl. Dreifaltigkeit                                                                         | 29442/5-4509 Info Katalog | weitere Bilder |
| Budíkov 3, in der Ortsmitte, westlich vom Hauptweg (Standort)        | Bauernhaus                              | Bauerngehöft | 13455/5-5461 Info Katalog | weitere Bilder |
| Benešovice (Beneschowitz) Nr 1, im nordöstlichen Ortsteil (Standort) | Bauernhaus                              | Areal des Bauerngehöfts - Bauernhaus Nr. 1 mit Scheunen, Getreidespeicher, Tor und Schuppen - Torso der Scheune | 11042/5-5702 Info Katalog | weitere Bilder |
| Roveň 45 (Standort)                                                  | Bauernhaus                              | Bauerngehöft, 2012 abgerissen                                                                                   | 25617/5-4853 Info Katalog | BW             |

## Zdislava(Schönbach)
| Lage                                                                 | Objekt                              | Beschreibung                        | ÚSKP-Nr.                  | Bild                                |
| -------------------------------------------------------------------- | ----------------------------------- | ----------------------------------- | ------------------------- | ----------------------------------- |
| Zdislava (Standort)                                                  | Kirche des hl. Johannes des Täufers | Kirche des hl. Johannes des Täufers | 14442/5-4515 Info Katalog | weitere Bilder                      |
| Zdislava, westlich vom Weg nach Jitrava (Standort)                   | Sühnekreuz                          | Sühnekreuz                          | 17283/5-4511 Info Katalog | weitere Bilder                      |
| Zdislava, im südlichen Ortsteil, gegenüber von der Kirche (Standort) | Statue des hl. Johannes von Nepomuk | Statue des hl. Johannes von Nepomuk | 16940/5-4514 Info Katalog | Statue des hl. Johannes von Nepomuk |
| Zdislava, am Haus Nr. 9 (Standort)                                   | Bildstock                           | Bildstock                           | 27008/5-4513 Info Katalog | weitere Bilder                      |
| Zdislava, im nordöstlichen Ortsteil, an der Kreuzung (Standort)      | Säule mit Marienstatue              | Säule mit Marienstatue              | 28717/5-4512 Info Katalog | weitere Bilder                      |

## Žďárek(Scharchen)
| Lage                                | Objekt                 | Beschreibung           | ÚSKP-Nr.                  | Bild           |
| ----------------------------------- | ---------------------- | ---------------------- | ------------------------- | -------------- |
| Žďárek, bei Haus Nr. 7 (Standort)   | Kruzifix               | Kruzifix               | 28152/5-4473 Info Katalog | weitere Bilder |
| Žďárek, in der Ortsmitte (Standort) | Kapelle (Glockenhäusl) | Kapelle (Glockenhäusl) | 12646/5-5769 Info Katalog | weitere Bilder |
| Žďárek Nr. 5 (Standort)             | Bauernhaus             | Bauerngehöft           | 10257/5-5563 Info Katalog | weitere Bilder |